# Alprostandil
Alprostandil je lijek koji po kemijskoj strukturi spada u skupinu prostaglandina. 
Prostaglandini su važne vazoaktivni derivati arahidonske kiseline koji pokazuju vazomotoričko, metaboličko i stanično djelovanje na plućnu i sistemsku cirkulaciju. E serija prostaglandina u koju spada i alprostandil izazivaju vazodilataciju sistemske i koronarne cirkulacije. Alprostandil blokira zatvaranje ductusa arteriosusa te se stoga koristi za palijativno liječenje, u svrhu održavanja prohodnosti ductus arteriosusa, do definitivnog kirurškog zbrinjavanja kongenitalne srčane mane novorođenčeta. Primjenjuje se u obliku infuzije samo u zdravstvenim ustanovama s mogućnošću primjene intenzivne pedijatrijske njege.
Češće nuspojave su apneja, crvenilo lica (rjeđe kod intravenske primjene) i bradikardija. U rijetkim slučajevima mogu se pojaviti epileptični napadi, hipotenzija, tahikardija i proljev.